# Caldeirão Grande
Caldeirão Grande est une municipalité brésilienne de l'État de Bahia et la microrégion de Jacobina.